# DARPA Agent Markup Language
Die DARPA Agent Markup Language (kurz DAML, ursprünglich auch DAML-ONT) ist eine im Jahr 2000 entwickelte, XML-basierte Auszeichnungssprache für Ontologien, die für das semantische Netz genutzt wird. Dabei werden in einem Webbrowser nicht nur die Inhalte von Webseiten dargestellt, sondern auch deren Bedeutung und Beziehungen zu anderen Ressourcen im World Wide Web.
Die Sprache ist das Resultat eines Forschungsprogramms, das von der Defense Advanced Research Projects Agency (DARPA) finanziert und nach dieser benannt wurde – einer Behörde des US-Verteidigungsministeriums, die Forschungsprojekte für die US-Streitkräfte durchführt. Das DAML-Programm, an dem die DAML-Vertragsfirmen und das gemeinsame EU/US-Komitee für Auszeichnungssprachen arbeiten, hat noch im Jahr 2000 zur Entwicklung der DAML+OIL-Auszeichnungssprache geführt. Diese Entwicklung wiederum initiierte 2002 die Gründung einer WebOnt (kurz für Web-Ontologie) genannten Arbeitsgruppe des World Wide Web Consortiums.
Die gegenwärtige Forschung konzentriert sich auf die Aufstellung von Ontologien und Regeln für das Schlussfolgern sowie abgeleitete Aktionen. Viele Ergebnisse sind jetzt in der Web Ontology Language (OWL) enthalten.

## Beispiel
Das folgende, stark vereinfachte Beispiel zeigt eine DAML-Ontologie, in der „Personen“ als Vereinigung der disjunkten Mengen der „Männer“ und „Frauen“ beschrieben werden.
```
<rdf:RDF
 
xmlns=
"…"
>

  
<Class
 
ID=
"Person"
>

    
<label>
Person
</label>

  
</Class>

  
<Class
 
ID=
"Mann"
>

    
<!-- Männer werden als abgeleitete Klasse der Personen definiert. -->

    
<subClassOf
 
resource=
"#Person"
 
/>

  
</Class>

  
<Class
 
ID=
"Frau"
>

    
<!-- Frauen werden vereinfacht per Disjunktion definiert. -->

    
<subClassOf
 
resource=
"#Person"
 
/>

    
<disjointFrom
 
resource=
"#Mann"
 
/>

  
</Class>

  
<Class
 
about=
"#Person"
>

    
<!-- Personen werden als Vereinigung der obigen disjunkten Mengen definiert. -->

    
<disjointUnionOf
 
parseType=
"daml:collection"
>

      
<Class
 
about=
"#Mann"
 
/>

      
<Class
 
about=
"#Frau"
 
/>

    
</disjointUnionOf>

  
</Class>

</rdf:RDF>

```